# MSV 뒤스부르크
MSV 뒤스부르크(Meidericher Spielverein Duisburg 02 e.V.)는 뒤스부르크에 위치한 MSV 아레나를 연고로 하는 독일의 축구 클럽으로 1902년에 창단되었다. 별칭인 얼룩말은 구단의 전통적인 유니폼의 줄무늬에서 따온것이며 1963년에 생겨난 분데스리가의 창립 멤버이나 현재는 3. 리가에 머물고 있다.

## 문양
MSV 뒤스부르크의 문양 역사
- 1902년 ~ 1905년
- 1923년 ~ 1951년
- 1951년 ~ 1966년
- 1966년 ~ 1980년
- 1980년 ~ 1996년
- 현재
- 2022년 ~ 2023년 (창단 120주년 기념)

## 역대 성적
- 분데스리가
  - 준우승: 1964
- DFB-포칼
  - 준우승: 1966, 1975, 1998, 2011
- UEFA컵
  - 4강: 1979

## 선수 명단

### 현역
참고: FIFA 자격 규정에 따라 소속된 국가대표팀 국기를 표시합니다. 선수는 복수의 FIFA 비회원국 국적을 가지고 있을 수 있습니다.
| 번호 | 포지션 | 국적 | 이름            |
| ---- | ------ | ---- | --------------- |
| 20   | FW     |      | 킬리안 팔리우카 |

| 번호 | 포지션 | 국적     | 이름      |
| ---- | ------ | -------- | --------- |
| 27   | DF     | 튀르키예 | 캔 코스쿤 |

## 역대 감독
| 감독                | 임기        |
| ------------------- | ----------- |
| 로란트 줄러         | 1967 ~ 1968 |
| 우베 라인더스       | 1992 ~ 1993 |
| 피에르 리트바르스키 | 2001 ~ 2002 |